# 愛子方程式
《愛子方程式系列》（英語：Parenthood Series）是香港電台電視部拍攝製作的家庭教育節目系列。
本節目系列第一至第五輯的集數分別共分為6、8、7、10及6集。

## 播出時間
| 輯數 | 頻道           | 播出日期及時間                                    |
| 1    | 亞洲電視本港台 | 1995年1月29日至3月5日 逢星期日19:00-19:30         |
| 2    | 亞洲電視本港台 | 1995年10月4日至11月22日 逢星期三19:00-19:30       |
| 3    | 無綫電視翡翠台 | 1996年10月9日至11月20日 逢星期三19:00-19:30       |
| 4    | 無綫電視翡翠台 | 1999年7月7日至9月8日 逢星期三19:00-19:30          |
| 5    | 無綫電視翡翠台 | 2002年12月18日至2003年1月22日 逢星期三19:00-19:30 |

## 每集內容
1. VCD1
  - 自我中心
  - 小一新丁
2. VCD2
  - 女兒愛頂嘴
  - 不愛回家，愛打機
3. VCD3
  - 乖仔自認是懶蟲
  - 勝負之間
4. VCD4
  - 我怕寫字
  - 失去了爸爸
5. VCD5
  - 冰凍三尺
  - 怕做功課
6. VCD6
  - 聽不到的說話
  - 看不到的裂縫

## 影碟發行
香港電台電視部授權洲立影視有限公司於2005年9月推出發行了《愛子方程式》VCD及DVD影碟零售版本，此影碟收錄12集，VCD影碟設有粵語發音版本並配上繁體中文字幕；DVD影碟設有粵語發音版本，自選開啟或關閉繁體中文、簡體中文及英文字幕，另外隨碟附送「愛子實用手冊」一本。

## 外部連結
- 香港電台電視節目資料庫相關網站 - 愛子方程式(第一輯) （页面存档备份，存于）
- 香港電台電視節目資料庫相關網站 - 愛子方程式(第二輯) （页面存档备份，存于）
- 香港電台電視節目資料庫相關網站 - 愛子方程式(第三輯) （页面存档备份，存于）
- 香港電台電視節目資料庫相關網站 - 愛子方程式(第四輯) （页面存档备份，存于）
- 香港電台電視節目資料庫相關網站 - 愛子方程式(第五輯) （页面存档备份，存于）